# Szlak Warowni Jurajskich
Szlak Warowni Jurajskich, česky Stezka jurských pevností nebo Trasa jurských pevností, je populární turistická stezka v Malopolském vojvodství (okres Krakov a okres Olkusz) a ve Slezském vojvodství (okres Zawiercie, okres Myszków a okres Čenstochová) v jižním Polsku. Nachází se na vysočině Wyżyna Krakowsko-Częstochowska (Krakovsko-čenstochovská jura), která je součástí geografického nadcelku vysočiny Wyżyna Śląsko-Krakowska.

## Popis trasy
Vzájemně se doplňuje a křižuje s další velmi popularní turistickou stezkou Szlak Orlich Gniazd aj. turistickými a cykloturistickými trasami. Tematem trasy jsou historická opevnění Orlí hnízda a vápencové a krasové útvary a příroda. Trasa je značena modrou turistickou značkou a má délku 152 km začíná ve vesnici Rudawa a končí ve vesnici Mstów. Stezka vede ke zříceninám strážních věží (Suliszowice, Przewodziszowice, Łutowiec, Ryczów), hradů (Ostrężnik, Morsko, Ogrodzieniec, Pieskowa Skała, Ojców), klášteru Grodzisko, přes Ojcowský národní park, krajinné parky Park Krajobrazowy Orlich Gniazd, Park Krajobrazovy Dolinki Krakowskie, Dłubniański Park Krajobrazowy, a přírodní rezervace (přírodní rezervace Ostrężnik, přírodní rezervace Góra Zborów, přírodní rezervace Smoleń).

## Galerie

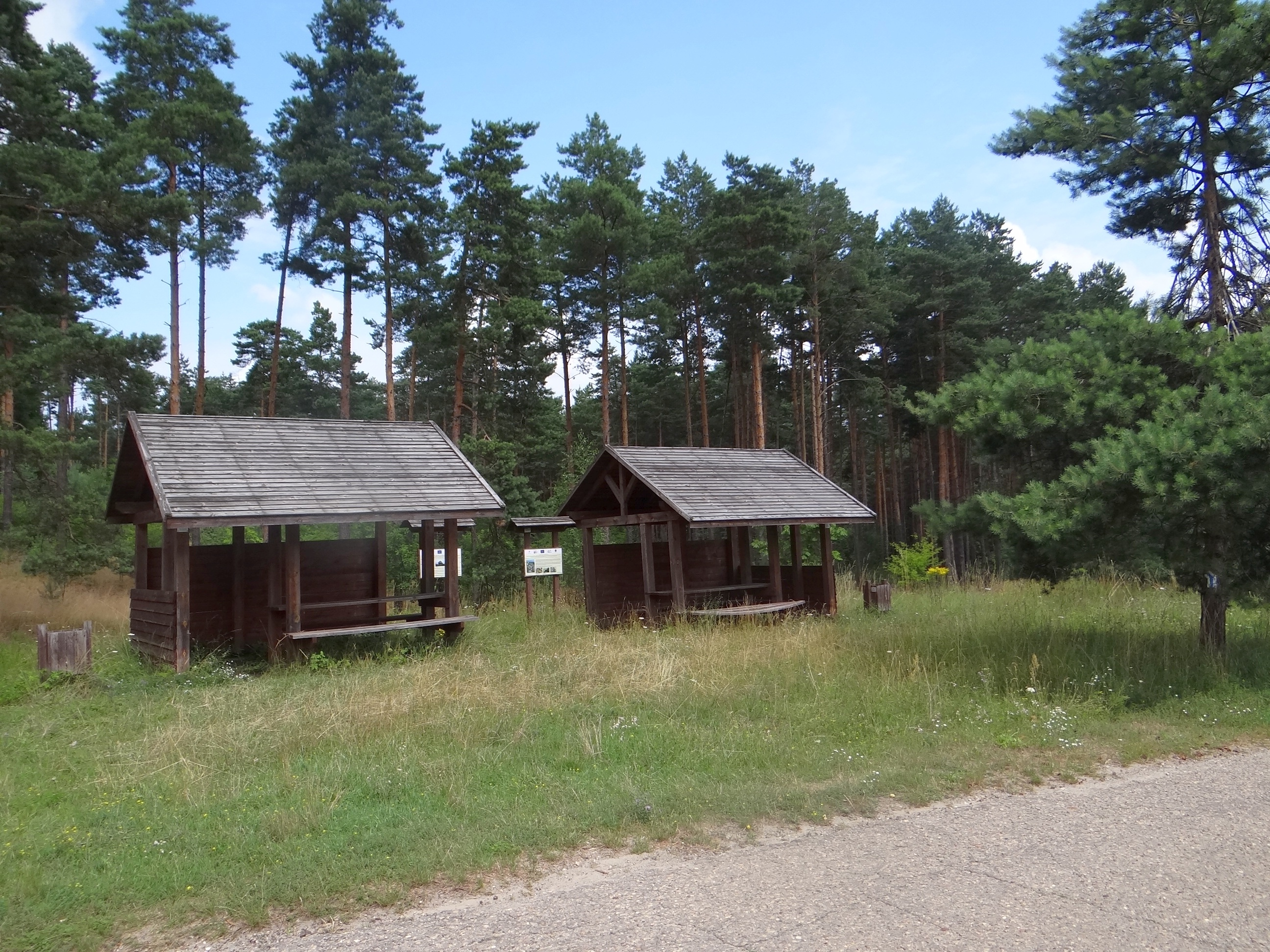